# ویلارد (میزوری)
ویلارد (به انگلیسی: Willard) یک شهر در ایالات متحده آمریکا است که در شهرستان گرین، میزوری واقع شده‌است. ویلارد ۱۵٫۳۳ کیلومتر مربع مساحت و ۵٬۲۸۸ نفر جمعیت دارد و ۳۷۷ متر بالاتر از سطح دریا واقع شده‌است.